# باغ‌چالار
باغ‌چالار (به لاتین: Bakhchalar، یا حاجی بایرام Gadzhi Bayram) یک روستا در ارمنستان است که در استان آرماویر واقع شده‌است.  در  کیلومتری شمال آرماویر، مرکز استان آرماویر واقع شده است.

## خصوصیات
باغ‌چالار نفر جمعیت دارد و در ارتفاع  متر بالاتر از سطح دریا قرار گرفته است.